# (4899) Candace
(4899) Candace es un asteroide perteneciente al cinturón de asteroides, descubierto el 9 de mayo de 1988 por Carolyn Shoemaker y por su esposo que también era astrónomo Eugene Shoemaker desde el Observatorio del Monte Palomar, Estados Unidos.

## Designación y nombre
Designado provisionalmente como 1988 JU. Fue nombrado Candace en honor al químico estadounidense  Candace P. Kohl, que investiga la actividad solar antigua a través del análisis de los núclidos producidos por los rayos cósmicos solares en las muestras lunares.

## Características orbitales
Candace está situado a una distancia media del Sol de 2,371 ua, pudiendo alejarse hasta 2,811 ua y acercarse hasta 1,931 ua. Su excentricidad es 0,185 y la inclinación orbital 22,56 grados. Emplea 1333 días en completar una órbita alrededor del Sol.

## Características físicas
La magnitud absoluta de Candace es 12,9. Tiene 6,526 km de diámetro y su albedo se estima en 0,293.